# Ganguelia gossweileri
Ganguelia gossweileri är en måreväxtart som först beskrevs av Spencer Le Marchant Moore, och fick sitt nu gällande namn av Elmar Robbrecht. Ganguelia gossweileri ingår i släktet Ganguelia och familjen måreväxter. Inga underarter finns listade i Catalogue of Life.